# IX. sjezd Komunistické strany Číny
IX. sjezd Komunistické strany Číny (čínsky pchin-jinem Zhōngguó Gòngchǎndǎng dìjiǔcì quánguódàibiǎodàhuì, znaky zjednodušené 中国共产党第九次全国代表大会) proběhl ve Pekingu ve dnech 1. – 24. dubna 1969. Sjezdu se zúčastnilo 1512 delegátů zastupujících 22 milionů členů Komunistické strany Číny.
Sjezd se sešel během probíhající kulturní revoluce, kdy organizace strany (i státu) byla rozvrácena a silně závisela na armádě. Politickou zprávu ústředního výboru přednesl sjezdu Lin Piao, maoismus byl oficiálně přijat za ideologii strany, Mao Ce-tungova teorie nepřetržité revoluce a masové demokracie byla začleněna do nových stanov strany. Lin Piao byl označen za Maova nástupce, naopak Liou Šao-čchi a Teng Siao-pching odsouzeni.
Sjezd zrušil ústřední kontrolní komisi a sekretariát ústředního výboru; zvolil 9. ústřední výbor o 170 členech a 109 kandidátech, v němž téměř polovinu tvořili vojáci. Ústřední výbor poté  zvolil 9. politbyro o jednadvaceti členech (Mao Ce-tung, Lin Piao, Čou En-laj, Čchen Po-ta, Kchang Šeng, Jie Čchün, Jie Ťien-jing, Liou Po-čcheng, Ťiang Čching, Ču Te, Sü Š’-jou, Čchen Si-lien, Li Sien-nien, Li Cuo-pcheng, Wu Fa-sien, Čang Čchun-čchiao, Čchiou Chuej-cuo, Jao Wen-jüan, Chuang Jung-šeng, Tung Pi-wu a Sie Fu-č’) a čtyřech kandidátech (Ťi Teng-kchuej, Li Süe-feng, Li Te-šeng a Wang Tung-sing). K běžnému řízení strany vybral ze členů politbyra pětičlenný stálý výbor (Mao Ce-tung, Lin Piao, Čou En-laj, Čche Po-ta a Kchang Šeng) a zvolil Mao Ce-tunga předsedou a Lin Piaoa místopředsedou ústředního výboru. 
Poté, co se roku 1978 nejvlivnějším předákem KS Číny stal Teng Siao-pching, byl v rámci politických změn přehodnocen i IX. sjezd, který byl prohlášen za „nesprávný ideologicky, politicky i organizačně. Závěry sjezdu byly celkově mylné.“